# (7280) Bergengruen
(7280) Bergengruen (1988 RA3) – planetoida z grupy pasa głównego asteroid okrążająca Słońce w ciągu 4,13 lat w średniej odległości 2,57 j.a. Odkryta 8 września 1988 roku.